# Vuohisaari (ö i Mellersta Finland, Jämsä, lat 62,01, long 25,30)
Vuohisaari är en ö i Finland. Den ligger i sjön Saarijärvi och i kommunen Jämsä i landskapet Mellersta Finland, i den södra delen av landet, 210 km norr om huvudstaden Helsingfors. Öns area är 8,9 hektar och dess största längd är 0,5 kilometer i sydöst-nordvästlig riktning.